# Giuseppe Castelli (architetto)
Giuseppe Castelli (Livorno Ferraris, primi anni del XVIII secolo – ...) è stato un architetto italiano, molto attivo in Piemonte.

## Biografia
Giuseppe Castelli studiò a Torino, dove si laureò in ingegneria il 14 aprile del 1730, prima di tale data è documentata una limitata attività locale consistente nell’ispezione ai lavori per la fontana della Caccia a Salasco e nell’erezione d’una casa di proprietà dell’abbazia di Lucedio avvenuta nel 1724.
Si stabilì a San Damiano d'Asti dove trascorse tutta la sua vita muovendosi solo per raggiungere il luogo delle sue committenze.
Per anni il Castelli si occupò di opere d’arginamento dei corsi d’acqua locali, sia per ovviare ai danni delle piene sia per renderli utilizzabili al funzionamento di mulini e simili.
Così nel 1749 fornì al conte Tornielli di Novara disegni per imbrigliare il fiume Sesia nei comuni di Carpignano, Rosignano e Ghemme, e nel 1752 studiò,per ordine del re, la correzione del corso dell’Arve tra Sallanche e Ginevra per renderlo navigabile. 
Contemporaneamente progettò e diresse, la costruzione delle saline di Conflans in Savoia, vale a dire un complesso imponente di canali, ponti, dighe, bacini, serbatoi, magazzini, forni, distillatoi ultimati nel ’56 e distrutti o trasformati al tempo dell’occupazione francese.
Il 10 giugno 1758 progettò l’ampliamento del convento di S. Bernardino ad Alessandria.
La chiesa parrocchiale di S. Lorenzo a Livorno Ferraris, da lui iniziata, fu ultimata (nel 1778) dal figlio Filippo. 
Sono incerti il luogo e l'anno della sua morte.